# Los Teques
Los Teques je město ve Venezuele, hlavní město státu Miranda. Leží v centrální části Venezuely asi 25 km jihozápadně od hlavního města Caracasu. Nachází se v pohoří Cordillera de la Costa, na břehu řeky Río San Pedro. V Los Teques žije přibližně 333 tisíc obyvatel. Město je součástí aglomerace Caracasu.

## Historie

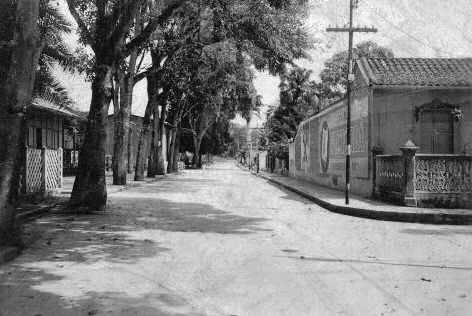
Los Teques v roce 1940

V době kdy oblast dobyli Španělé, byl region Los Teques známý pro své zlaté doly. V roce 1600 bylo Los Teques součástí dobytých zemí (encomienda). Během 18. století se region zalidnil příchodem osadníků z Kanárských ostrovů. Už v roce 1772 se obyvatelé začali stěhovat do nové osady, která byla 21. října 1777 oficiálně založena pod názvem Los Teques. Název nového města byl odvozen od Aractoeques Carabs, což je domorodý kmen, který kdysi oblast obýval.
Roku 1781 mělo Los Teques 1500 obyvatel. V roce 1800 jej Alexander von Humboldt, který do oblasti zavítal na jedné ze svých objevných cest, Los Teques nazval „ubohou vesnicí“. V roce 1805 měla vesnice 2800 obyvatel.
V roce 1854 byl vytvořen okres Guaicaipuro s Los Teques jako hlavním městem. V té době v oblasti sídlilo mnoho farem věnujících se pěstování kávy. V roce 1891 byla obec rozdělena na dvě části, Los Teques (s 2919 obyvateli) a San Juan. V říjnu 1892, během občanské války se v Los Colorados poblíž Los Teques odehrála velká bitva. Roku 1901 vznikl stát Miranda a Los Teques se stalo jeho hlavním městem 13. února 1927.
Roku 1912  založili Salesiáni v Los Teques Liceo San José roku 1912 a Liceo Francisco de Miranda v roce 1940. Roku 1965 bylo Los Teques povýšeno na diecézi, jejímž prvním biskupem se stal Juan José Bernal. Od roku 1970 na pozemku poblíž Quebrada de la Virgen sídlí Venezuelský ropný technologický institut (INTEVEP).

## Doprava

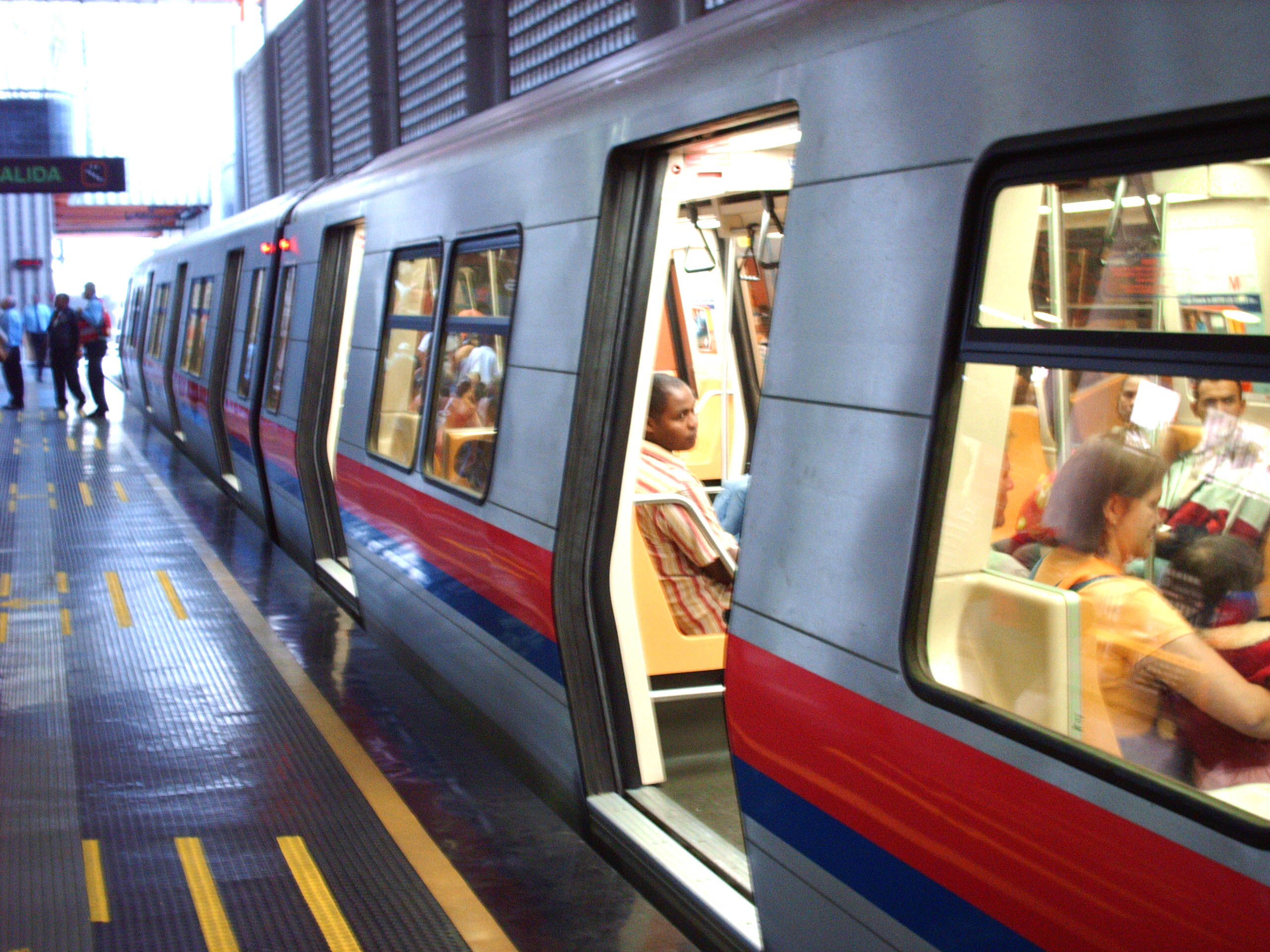
Metro v Los Teques

3. listopadu 2006 prezident Hugo Chávez slavnostně otevřel první linku metra v Los Teques, které propojuje Los Teques s hlavním městem Caracas (přestup na metro v Caracasu). V budoucnosti má metro mít tři linky a poskytovat spojení s dalšími městy v regionu, jako je například San Antonio de Los Altos.